# Pyriproxyfen
Pyriproxyfen ist eine chemische Verbindung, die zu den Derivaten des Pyridins zählt und als Insektizid wirksam ist. Pyriproxyfen ist ähnlich aufgebaut wie das verwandte Fenoxycarb, das auch ein künstliches Juvenilhormon ist. Es verhindert die Weiterentwicklung der Larve zum adulten Tier und damit die Fortpflanzung.

## Verwendung
In den USA wurde es 1996 gegen Mottenschildläuse an Baumwollpflanzen eingeführt, schützt jedoch auch andere Feldfrüchte. Es wirkt gegen Katzenflöhe und wird zusammen mit Permethrin gegen die Tropische Rattenmilbe eingesetzt.

## Stereochemie
Pyriproxyfen weist ein Stereozentrum auf, bildet dementsprechend zwei Enantiomere. Verwendet wird das Racemat, also ein 1:1-Gemisch aus dem (S)- und dem (R)-Enantiomer:
| Enantiomere von Pyriproxyfen | Enantiomere von Pyriproxyfen |
| ---------------------------- | ---------------------------- |
| CAS-Nummer: 95737-56-7       | CAS-Nummer: 95737-55-6       |

## Zulassungen

### Pflanzenschutzmittel
Pyriproxyfen ist in der Europäischen Union seit 2010 als Wirkstoff von Pflanzenschutzmitteln zugelassen. In Deutschland und der Schweiz ist Pyriproxyfen kein Bestandteil eines zugelassenen Pflanzenschutzmittel-Produkts. In Österreich ist Pyriproxyfen im Handel.

### Biozide
Gemäß Richtlinie 98/8/EG vom 16. Februar 1998 sollen Biozidprodukte nur noch zugelassen sein, wenn ihre Wirkstoffe im Anhang der genannten Richtlinie für eine definierte Produktart aufgenommen wurden. Aufgrund einer Übergangsregelung (Art. 16 Abs. 1 der Richtlinie 98/8/EG) sollte das Inverkehrbringen von Biozidprodukten mit weiteren „alten Wirkstoffen“ noch zehn Jahre lang zugelassen bleiben, sofern diese mit Stichdatum 14. Mai 2000 bereits im Verkehr waren.
Nach der Verordnung (EG) 1896/2000 vom 7. September 2000 mussten Hersteller, die die Aufnahme eines „alten Wirkstoffs“ in die Anhänge I, IA und IB beantragten wollten, den betreffenden Wirkstoff bis zum 28. März 2002 zur Notifizierung für die entsprechende Produktart gemeldet haben. Diese Frist wurde mit Verordnung (EG) 1687/2000 vom 25. September 2002 bis zum 31. Januar 2003 verlängert. Die „notifizierten Wirkstoffe“ durften bis zum Entscheid über Aufnahme oder Nichtaufnahme in den Anhang der EU-Richtlinie 98/8/EG weiterhin in Verkehr bleiben.
Mit Verordnung (EG) 2032/2003 vom 4. November 2003 wurde der Wirkstoff Pyriproxyfen für die Produktarten 3 (Hygiene im Veterinärbereich) und 18 (Insektizide) in die Liste (Anhang II) der notifizierten Wirkstoffe aufgenommen.
Durch die Verordnung (EG) 1451/2007 vom 4. Dezember 2007 wurde der Wirkstoff Pyriproxyfen in die abschließende Liste (Anhang II) der im Rahmen des Prüfprogramms zu untersuchenden Wirkstoffe aufgenommen, jedoch nur noch für die Produktart 18 (Insektizide).
Aufgrund der Richtlinie 2013/5/EU vom 14. Februar 2013 wurde der Wirkstoff Pyriproxyfen ab 1. Februar 2015 in die entsprechende Liste (Anhang I der Richtlinie 98/8/EG) für die Produktart 18 (Insektizide) aufgenommen. Die Abgabe von Biozidprodukten, die den Wirkstoff Pyriproxyfen enthalten, ist somit in der EU (die Schweiz hat diese Bestimmung übernommen) für die Produktart 18 (Insektizide) weiterhin, vorerst befristet bis 31. Januar 2025, erlaubt.

## Handelsnamen
Veterinärmedizin:
- Monopräparate: Cyclio Spot on ad us. vet. (D, CH)
- Kombinationspräparate: Duowin ad us. vet. (mit Permethrin), Bolfo (mit Cyfluthrin)